# Owady jako symbole stanowe w Stanach Zjednoczonych
Owady jako symbole stanowe w Stanach Zjednoczonych – taksony (najczęściej gatunki) owadów wybrane na symbole danego stanu wchodzącego w skład Stanów Zjednoczonych. W przypadku niektórych stanów wybrano więcej niż jeden gatunek, z uwagi na istnienie więcej niż jednej kategorii, np. osobno owad stanowy (State Insect) i motyl stanowy (State Butterfly).

## Lista
| Stan                | Nazwa owada                                         | Fotografia | Rok  | Uwagi                                                                       |
| ------------------- | --------------------------------------------------- | ---------- | ---- | --------------------------------------------------------------------------- |
| Alabama             | Danaus plexippus                                    |            | 1989 | Wybrany owadem stanowym                                                     |
| Alabama             | Pszczoła miodna (Apis mellifera)                    |            | 2005 | Królowa pszczoły miodnej wybrana została oficjalnym owadem hodowlanym stanu |
| Alabama             | Papilio glaucus                                     |            | 1989 | Wybrany oficjalną maskotką i motylem stanu                                  |
| Alaska              | Ważka czteroplama (Libellula quadrimaculata)        |            | 1995 |                                                                             |
| Arizona             | Papilio multicaudata                                |            | 2001 | Wybrany motylem stanowym                                                    |
| Arkansas            | Pszczoła miodna (Apis mellifera)                    |            | 1973 | Wybrana owadem stanowym                                                     |
| Arkansas            | Speyeria diana                                      |            | 2006 | Wybrana motylem stanowym                                                    |
| Connecticut         | Modliszka zwyczajna (Mantis religiosa)              |            | 1977 | Zawleczony gatunek europejski                                               |
| Delaware            | Biedronka siedmiokropka (Coccinella septempunctata) |            | 1974 | Wybrana owadem stanowym                                                     |
| Delaware            | Papilio glaucus                                     |            | 1999 | Wybrany motylem stanowym                                                    |
| Delaware            | widelnice (Plecoptera)                              |            | 2005 | Wybrane stanowymi drobnymi bezkręgowcami                                    |
| Dakota Południowa   | Pszczoła miodna (Apis mellifera)                    |            | 1978 |                                                                             |
| Dakota Północna     | Hippodamia convergens                               |            | 2011 |                                                                             |
| Floryda             | Heliconius charithonia                              |            | 1996 | Wybrany motylem stanowym                                                    |
| Georgia             | Pszczoła miodna (Apis mellifera)                    |            | 1975 | Wybrana owadem stanowym                                                     |
| Georgia             | Papilio glaucus                                     |            | 1998 | Wybrany motylem stanowym                                                    |
| Hawaje              | Vanessa tameamea                                    |            | 2009 | Wybrana owadem stanowym                                                     |
| Idaho               | Danaus plexippus                                    |            | 1992 |                                                                             |
| Illinois            | Danaus plexippus                                    |            | 1975 | Wybrany owadem stanowym                                                     |
| Indiana             | Pyractomena angulata                                |            | 2018 |                                                                             |
| Kalifornia          | Zerene eurydice                                     |            | 1972 | Wybrana owadem stanowym                                                     |
| Kansas              | Pszczoła miodna (Apis mellifera)                    |            | 1976 |                                                                             |
| Kentucky            | Limenitis archippus                                 |            | 1990 | Wybrany owadem stanowym                                                     |
| Kentucky            | Pszczoła miodna (Apis mellifera)                    |            | 2010 | Wybrana owadem hodowlanym stanu                                             |
| Karolina Południowa | Stagmomantis carolina                               |            | 1988 | Wybrana owadem stanowym                                                     |
| Karolina Południowa | Papilio glaucus                                     |            | 1994 | Wybrany motylem stanowym                                                    |
| Karolina Północna   | Pszczoła miodna (Apis mellifera)                    |            | 1973 | Wybrana owadem stanowym                                                     |
| Karolina Północna   | Papilio glaucus                                     |            | 2002 | Wybrany motylem stanowym                                                    |
| Kolorado            | Hypaurotis crysalus                                 |            | 1996 |                                                                             |
| Luizjana            | Pszczoła miodna (Apis mellifera)                    |            | 1977 |                                                                             |
| Maine               | Pszczoła miodna (Apis mellifera)                    |            | 1975 |                                                                             |
| Maryland            | Euphydryas phaeton                                  |            | 1973 |                                                                             |
| Massachusetts       | Biedronkowate (Coccinellidae)                       |            | 1974 |                                                                             |
| Minnesota           | Danaus plexippus                                    |            | 2000 |                                                                             |
| Missisipi           | Pszczoła miodna (Apis mellifera)                    |            | 1980 | Wybrana owadem stanowym                                                     |
| Missisipi           | Papilio troilus                                     |            | 1991 | Wybrany motylem stanowym                                                    |
| Missouri            | Pszczoła miodna (Apis mellifera)                    |            | 1985 |                                                                             |
| Montana             | Rusałka żałobnik (Nymphalis antiopa)                |            | 2001 | Wybrana motylem stanowym                                                    |
| Nebraska            | Pszczoła miodna (Apis mellifera)                    |            | 1975 |                                                                             |
| Nevada              | Argia vivida                                        |            | 2009 |                                                                             |
| New Hampshire       | Biedronka siedmiokropka (Coccinella septempunctata) |            | 1977 | Wybrana owadem stanowym                                                     |
| New Hampshire       | Plebejus melissa samuelis                           |            | 1992 | Wybrany motylem stanowym                                                    |
| New Jersey          | Pszczoła miodna (Apis mellifera)                    |            | 1974 | Wybrana owadem stanowym                                                     |
| New Jersey          | Papilio polyxenes                                   |            | 2014 | Wybrany motylem stanowym                                                    |
| Nowy Meksyk         | Pepsis grossa                                       |            | 2003 | Wybrany owadem stanowym                                                     |
| Nowy Meksyk         | Callophrys mcfarlandi                               |            | 2003 | Wybrany motylem stanowym                                                    |
| Nowy Jork           | Coccinella novemnotata                              |            | 1989 |                                                                             |
| Ohio                | Biedronkowate (Coccinellidae)                       |            | 1975 |                                                                             |
| Oklahoma            | Pszczoła miodna (Apis mellifera)                    |            | 1992 | Wybrana owadem stanowym                                                     |
| Oklahoma            | Papilio polyxenes                                   |            | 1996 | Wybrany motylem stanowym                                                    |
| Oregon              | Papilio machaon oregonius                           |            | 1979 |                                                                             |
| Pensylwania         | Photuris pennsylvanica                              |            | 1974 |                                                                             |
| Rhode Island        | Nicrophorus americanus                              |            | 2015 |                                                                             |
| Tennessee           | Photinus pyralis                                    |            | 1975 | Wybrany owadem stanowym                                                     |
| Tennessee           | Biedronka siedmiokropka (Coccinella septempunctata) |            | 1975 | Wybrana owadem stanowym                                                     |
| Tennessee           | Pszczoła miodna (Apis mellifera)                    |            | 1990 | Wybrana owadem hodowlanym stanu                                             |
| Tennessee           | Eurytides marcellus                                 |            | 1995 | Wybrany motylem stanowym                                                    |
| Teksas              | Danaus plexippus                                    |            | 1995 |                                                                             |
| Utah                | Pszczoła miodna (Apis mellifera)                    |            | 1983 |                                                                             |
| Vermont             | Pszczoła miodna (Apis mellifera)                    |            | 1978 | Wybrana owadem stanowym                                                     |
| Vermont             | Danaus plexippus                                    |            | 1987 | Wybrany motylem stanowym                                                    |
| Waszyngton          | Husarz zielony (Anax junius)                        |            | 1997 |                                                                             |
| Wirginia            | Papilio glaucus                                     |            |      |                                                                             |
| Wirginia Zachodnia  | Pszczoła miodna (Apis mellifera)                    |            | 2002 | Wybrana owadem stanowym                                                     |
| Wirginia Zachodnia  | Danaus plexippus                                    |            | 1995 | Wybrany motylem stanowym                                                    |
| Wisconsin           | Pszczoła miodna (Apis mellifera)                    |            | 1977 |                                                                             |
| Wyoming             | Callophrys sheridanii                               |            | 2009 |                                                                             |